# Osiek (Oława)
Osiek (deutsch Hennersdorf) ist ein Dorf  in der Landgemeinde Oława im Powiat Oławski der Woiwodschaft Niederschlesien in Polen.

## Geographie

### Geographische Lage
Das Angerdorf Osiek liegt acht Kilometer südlich des Gemeindesitzes und der Kreisstadt Oława (Ohlau) und rund 35 Kilometer südöstlich der Woiwodschaftshauptstadt Breslau. Der Ort liegt in der Nizina Śląska (Schlesische Tiefebene) innerhalb der Równina Grodkowska (Grottkauer Ebene).

### Nachbarorte
Nachbarorte von Osiek sind im Südosten Chwalibożyce (Frauenhain), im Südwesten Niemil (Niehmen) und im Norden Godzikowice  (Rosenhain).

## Geschichte

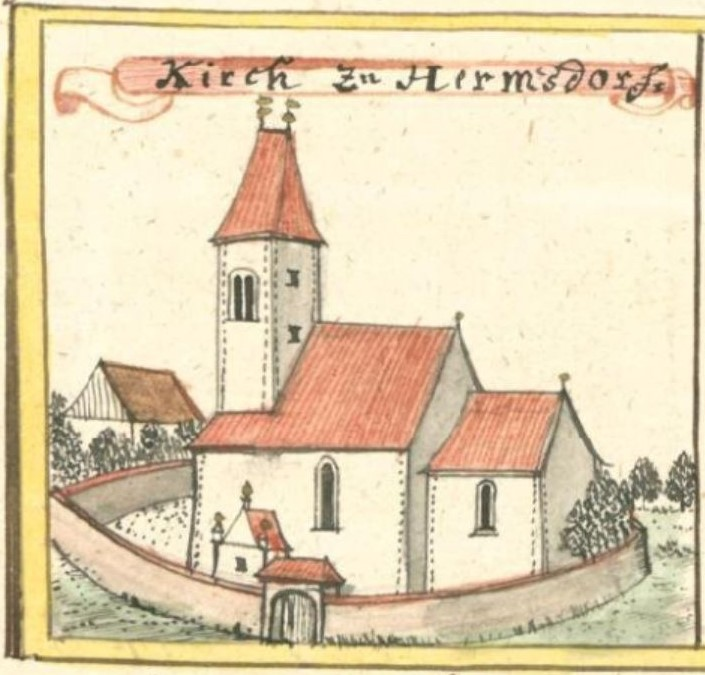
Kirche St. Maria Magdalena – Zeichnung aus der Mitte des 18. Jahrhunderts

Das Dorf wurde um 1250 nach deutschem Recht ausgesetzt. 1303 wurde der Ort als Henrici villa erwähnt. 1542 wurde die katholische Kirche St. Maria Magdalena errichtet. Der deutsche Ortsname leitet sich vom Namen des Gründers ab, Dorf des Heinrichs.
Nach dem Ersten Schlesischen Krieg 1742 fiel Hennersdorf zusammen mit dem größten Teil Schlesiens an Preußen.
Nach der Neugliederung Preußens gehörte die Landgemeinde Hennersdorf ab 1815 zur Provinz Schlesien und war ab 1816 dem Landkreis Ohlau eingegliedert. 1874 wurde der Amtsbezirk Frauenhain gegründet, welcher die Landgemeinden Frauenhain, Hennersdorf und Klein Jenkwitz umfasste. 1885 zählte der Ort 1046 Einwohner.
1933 zählte Hennersdorf 934, 1939 wiederum 992 Einwohner. Bis 1945 befand sich der Ort im Landkreis Ohlau.
Als Folge des Zweiten Weltkriegs fiel Hennersdorf wie fast ganz Schlesien 1945 an Polen, wurde in Osiek umbenannt und der Woiwodschaft Breslau angegliedert. Die deutsche Bevölkerung wurde, soweit sie nicht vorher geflohen war, weitgehend vertrieben. Die neu angesiedelten Bewohner waren zum Teil Heimatvertriebene aus Ostpolen. 1999 kam der Ort zum Powiat Oławski in der Woiwodschaft Niederschlesien.

## Sehenswürdigkeiten
- Die römisch-katholische Kirche St. Maria Magdalena (poln. Kościół św. Marii Magdaleny) wurde um 1542 als spätgotische Saalkirche errichtet. Um 1685 erfolgte ein Um- und Ausbau des Gotteshauses. Mitte des 18. Jahrhunderts erfolgte ein Umbau im barocken Stil. An der Westseite besitzt der Kirchenbau einen auf einem quadratischen Grundriss stehenden Glockenturm mit einem hohen Walmdach. Das vierjochige Langhaus besitzt ein Querhaus sowie einen dreiseitig abgeschlossenen Chor.[7]
- Säulenschrein
- Gedenktafel für die ehemaligen Bewohner von Hennersdorf

## Vereine
- Fußballverein Korona Osiek
- Freiwillige Feuerwehr OSP Osiek

## Söhne und Töchter des Ortes
- Nicolaus Weigel (um 1396–1444), deutscher römisch-katholischer Theologe und Geistlicher